# 미즈노 마코토
미즈노 마코토(みずの まこと)는 일본의 만화가이다. 원래는 성인물의 만화가로, 성인 게임의 원화도 담당하고 있다. 2004년에 가도카와 스니커 문고에서 발행중인 라이트 노벨 '스즈미야 하루히의 우울' 만화판을 연재중이었지만, 연재 중단되어 단행본에 미수록된 화도 있다.
그 후, 성인 장르에서의 활동은 성인 게임의 원화 담당인듯 하다.

## 작품
- 천사예보
- 스즈미야 하루히의 우울 (가도카와 쇼텐, 월간 소년 에이스에서 연재. 전 1권)
  - 이 만화에 관한 자세한 설명은 스즈미야 하루히 시리즈#《스즈미야 하루히의 우울》 (미즈노 마코토판) 참조.